# Никонковичі
Никонко́вичі — село в Україні, у Щирецькій селищній громаді, Львівського району, Львівської області. Населення становить 384 особи. Орган місцевого самоврядування — Щирецька селищна громада. Никонковичі разом з селами Льопи, Соколівка, Сороки та Яструбків раніше були підпорядковані Соколівській сільській раді.

## Географія
Село Никонковичі розташоване за 34 км від обласного і районного центру та за 5 км від залізничної станції Щирець I.

## Населення
Наприкінці 1960-х років в селі мешкало 609 осіб.
За даними всеукраїнського перепису населення 2001 року у селі мешкало 384 особи, у 2021 році — 335 осіб.
Мова
Розподіл населення за рідною мовою за даними перепису 2001 року був наступним:
| українська | 383 | 99,74 |
| російська  | 1   | 0,26  |

## Історія
Перша згадка про село датується до XV століття.
За радянських часів у селі діяв колгосп «Перемога», що спеціалізувався на м'ясо-молочному тваринництві та вирощуванні зернових культур. З допоміжних підприємств діяла торфорозробка.

## Відомі люди
- Жигмонт Лянґ — австрійський та український військовий діяч, начальник штабу бойових груп «Глибока» та «Крукеничі» УГА.
- Фердинанд Лянґ — австрійський та український військовий діяч, референт артилерії Генштабу УГА, посол сейму Польщі.
- Маєвський Петро Михайлович — український церковний та громадський діяч, священник Української православної церкви в Канаді.